# Nokia 1
Il Nokia 1 è uno smartphone Android di fascia bassa sviluppato da HMD Global e venduto su licenza con il marchio Nokia; ha debuttato al Mobile World Congress di Barcellona il 25 febbraio 2018.
Il dispositivo è lo smartphone più economico prodotto da HMD Global e completa la prima generazione di dispositivi Android con marchio Nokia.

## Caratteristiche tecniche
Il dispositivo è caratterizzato nel design dalle back cover in plastica removibili e intercambiabili chiamate Xpress-On, un marchio che è apparso per la prima volta nel 1998 sul Nokia 5110.
A livello hardware è presente un chipset MediaTek MT6737M quad-core con GPU Mali-T720, 1 GB di memoria RAM e 8 GB di memoria interna espandibile con microSD fino a 128 GB (usando lo slot ibrido SIM 2/microSD).
Lo schermo è un IPS LCD da 4,5 pollici con risoluzione FWVGA (854x480 pixel). Sono presenti le connettività 2G GSM, 3G HSPA, 4G LTE, Wi-Fi 802.11 b/g/n, Bluetooth 4.0, A-GPS, radio FM, microUSB 2.0. La fotocamera posteriore ha 5 megapixel, flash LED e registra video in 480p; la fotocamera anteriore ha 2 megapixel.
La batteria agli ioni di litio ha una capacità di 2150 mAh ed è removibile.

## Varianti
Il Nokia 1 Plus, commercializzato a febbraio 2019, è una versione aggiornata del Nokia 1. Differisce dal Nokia 1 principalmente per lo schermo (5,45" 480p), per il chipset (MediaTek MT6739WW), per la presenza di un taglio da 16 GB di memoria interna, per il reparto fotografico da 8 MP (posteriore) e 5 (anteriore) e la batteria agli ioni di litio maggiorata a 2500 mAh. Inoltre, il design del dispositivo è più squadrato.